# The Living and the Dead (serie televisiva)
The Living and the Dead è una miniserie televisiva britannica di genere horror e soprannaturale creata da Ashley Pharoah. La trama è incentrata su Nathan Appleby (interpretato da Colin Morgan) e su sua moglie, Charlotte Appleby (interpretata da Charlotte Spencer), la cui fattoria si crede sia il centro di numerosi eventi soprannaturali.

## Trama
Nel 1894 Nathan Appleby eredita la tenuta in campagna di famiglia dopo la morte di sua madre e si trasferisce lì con sua moglie Charlotte, fotografa appassionata ed entusiasta. Oltre a doversi occupare di mandare avanti la fattoria e dirigere la comunità locale, Nathan si ritrova a dover gestire il caso di una ragazzina che sembra posseduta da uno spirito. Nathan è uno psicologo, pioniere per quanto riguarda gli sviluppi di questa nuova scienza, e crede che ci sia sempre una spiegazione razionale agli eventi.  
Eppure da quando i coniugi sono arrivati nel Somerset gli episodi soprannaturali e i casi di persone che sembrano possedute dagli spiriti si sono moltiplicati, mettendo via via in dubbio le convinzioni di Nathan e creando sempre più difficoltà nel matrimonio tra lui e Charlotte.  
Oltre a questo, Nathan si ritrova ad aver a che fare con i fantasmi del passato: il dolore per la morte di suo figlio Gabriel, avvenuta proprio in quella casa, lo costringe a dubitare di tutto ciò in cui crede e lo conduce sempre più lontano da Charlotte e sempre più ossessionato nello scoprire la verità, portandolo vicino alla pazzia.  

## Episodi
| Episodio | Prima TV originale | Prima TV in Italia |
| -------- | ------------------ | ------------------ |
| 1        | 28 giugno 2016     | inedita            |
| 2        | 5 luglio 2016      | inedita            |
| 3        | 12 luglio 2016     | inedita            |
| 4        | 19 luglio 2016     | inedita            |
| 5        | 26 luglio 2016     | inedita            |
| 6        | 2 agosto 2016      | inedita            |

## Personaggi

### Personaggi principali
- Nathan Appleby interpretato da Colin Morgan,[2] uno psicologo vittoriano trasferitosi nella casa di famiglia nel Somerset in cui fa numerosi incontri inquietanti
- Charlotte Appleby interpretata da Charlotte Spencer,[2] una fotografa
- Reverendo Matthew Denning interpretato da Nicholas Woodeson

### Personaggi secondari
- Charlie Thatcher interpretato da Isaac Andrews[3]
- Maud Hare interpretata da Elizabeth Berrington
- Lizzie Merrifield interpretata da Sarah Counsell
- Peter Hare interpretato da Robert Emms[4]
- Bathsheba Thatcher interpretata da Amber Fernée
- Jack Langtree interpretato da Joel Gillman[5]
- Harriet Denning interpretata da Tallulah Haddon
- Gwen Pearce interpretata da Kerrie Hayes
- Tinker interpretato da Liam McMahon[6]
- William Payne interpretato da David Oakes[7]
- Mary Denning interpretata da Marianne Oldham[8]
- Smith interpretato da Harry Peacock[9]
- Lara interpretata da Chloe Pirrie
- Agnes Thatcher interpretata da Pooky Quesnel
- Gideon Langtree interpretato da Malcolm Storry[10]
- John Roebuck interpretato da Steve Oram[11]